# 宋朝 (人物)
宋朝（？—？），春秋時期宋國公子，知名的美男子。孔子曾說：「不有祝鮀之佞，而有宋朝之美，難乎免於今之世矣！」

## 生平
根據《左傳》描述，他在宋国时，與后来衛靈公的夫人南子有染。前496年（魯定公十四年）秋，靈公因為南子思念宋朝的緣故，再次把他召了回來。有一次衞國太子蒯聵獻盂於齊，經過宋國，宋人向他唱道：「既定爾婁豬，盍歸吾艾豭？」意思是說：你們那隻求子的母豬（指南子）既然已經得到了滿足，為什麼還不歸還我們那漂亮的公豬（指宋朝）？這也就是成語「婁豬艾豭」的由來。太叔疾娶了宋朝的女儿，并且宠爱陪嫁的妹妹。宋朝逃亡出国，孔文子让太叔疾休弃了宋朝之女，而把自己的女儿嫁给他。